# Frank Robbins
Frank Robbins (Boston, Massachusetts, Estados Unidos, 1917-San Miguel de Allende, Guanajuato, México, 1994) fue un notable dibujante y guionista de historietas además de un destacado pintor.

## Biografía

### Primeros años
Nació en Boston y en su adolescencia recibió una beca y colegiatura por parte de la fundación Rockefeller para el museo de Boston y la Academia Nacional de Dibujo de Estados Unidos en Nueva York.
La carrera temprana de Robbins incluyó un trabajo como asistente del pintor Edward Trumbull en sus murales para el edificio de la televisora estadounidense NBC, además de crear materiales promocional para la productora de cine RKO Pictures.

### Tiras de prensa
De 1939 a 1944 se hizo cargo de la tira de prensa Scorchy Smith, creada por Noel Sickles. En 1940, el King Features Syndicate le pidió a Robbins una sobre aviación y entonces creó a Johnny Hazard, lanzada en 1944, a la cual dibujó hasta su final en 1977. Una historieta de Johnny Hazard fue publicada por Standard Comics de agosto de 1948 a mayo de 1949.
Mientras trabajaba en Johny Hazard durante la década de 1940, Robbins aportó ilustraciones a las revistas Life, Look y The Saturday Evening Post, entre otras.

### DC Comics y Marvel Comics
Robbins comenzó a trabajar en DC Comics en 1968, su primer trabajo para esa editorial apareció en Superman's Girl Friend, Lois Lane #83 (mayo de 1968); ese mismo año se convirtió en el escritor de Superboy en su número 149 (julio de 1968) y también escribió para Batman y Detective Comics.
Robbins y el artista Irv Novick crearon la historia en la que se revela el apellido de Alfred Pennyworth, el mayordomo de Batman, en Batman #216 (noviembre de 1969), este nombre había sido creado por el editor Whitney Ellworth para tira de prensa de Batman. Robbins y Novick fueron fundamentales para regresar a Batman a sus raíces góticas con historias como «One Bullet Too Many»  y más adelante, trabajando también con el editor Julius Schwartz y el dibujante Neal Adams, se consolidó el tono oscuro del personaje. También creó al personaje Jason Bard, cocreó a Man Bat con Neal Adams y cocreó a Ten-Eyed Man y Spook con Irv Novick.
Contribuyó al lanzamiento de la revista de humor Plop! y dibujó por un corto periodo de tiempo el título The Shadow antes de comenzar a trabajar en Marvel Comics.
En Marvel Comics trabajó en 1975 junto al escritor Roy Thomas para el lanzamiento de Invaders, en donde ambos cocrearon a los personajes Union Jack, Spitfire y los Kid Commandos. También trabajo los títulos Captain America, Fear, Ghost Rider, House of Mystery, House of Secrets, Weird War Tales y Power Man, así como en las adaptaciones de Human Fly y Man from Atlantis.
El último trabajo de historieta publicado de Robbins fue en The Tomb of Dracula vol. 2 #2, en diciembre de 1979.

### Vida posterior y muerte
Al retirarse de las historietas, emigró a México donde se dedicó a la pintura. Falleció de un ataque al corazón el 28 de noviembre de 1994.

## Estilo y legado
El teórico Antonio Lara elogiaba su concepción del montaje, equiparándola positivamente a la de cineastas como D. W. Griffith, Howard Hawks o John Ford. Entre los artistas que menciona a Robbins entre sus influencias se encuentra el historietista Chris Samnee.
La colección de Frank Robbins en la Universidad de Siracusa tiene 1090 tiras cómicas originales de Johnny Hazard, 934 tiras diarias y 156 dominicales. Las reimpresiones de las tiras de prensa de Johnny Hazard han sido publicadas por Pacific Comics Club, Pioneer comics y Dragon Lady Press.